# Yagiyama-Dōbutsu-Kōen (metropolitana di Sendai)

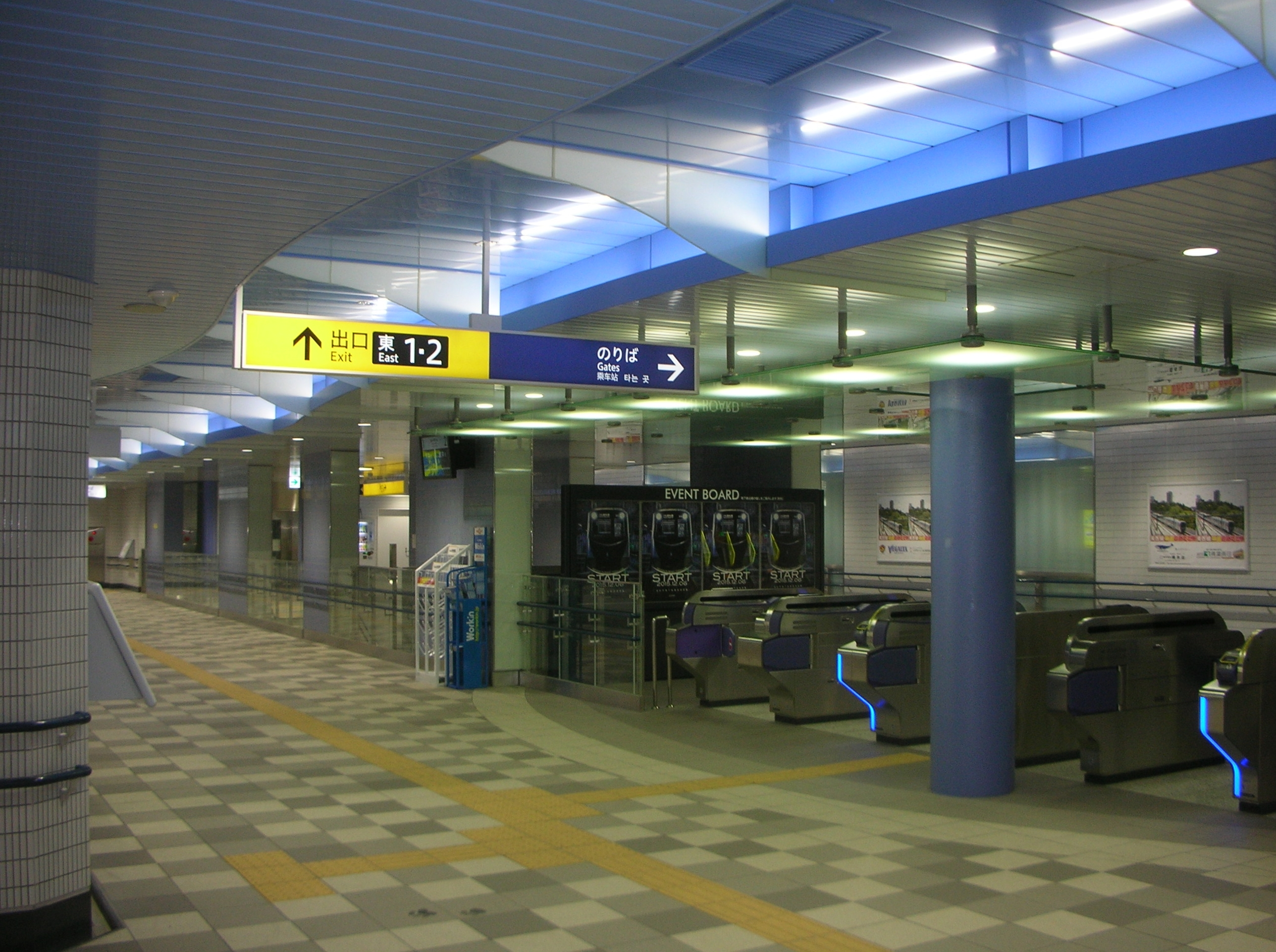
Panoramica del mezzanino

Yagiyama-Dōbutsu-Kōen (八木山動物公園駅?, Yagiyama-Dōbutsu-Kōen-eki) è una stazione della linea Tōzai della metropolitana di Sendai situata nel quartiere di Taihaku-ku a Sendai, in Giappone. In inglese la stazione è indicata come "Yagiyama Zoological Park", e attualmente è il capolinea occidentale della linea.

## Storia
La stazione è stata inaugurata il 6 dicembre 2015 in concomitanza con l'apertura dell'intera linea. I lavori iniziarono nel 2006.

## Linee
■ Linea Tōzai

## Struttura
La stazione è dotata di quattro uscite in superficie, mentre in sotterranea, sono presenti i binari, protetti da porte di banchina a metà altezza, con un marciapiede a isola.
Il complesso dispone anche di un grande parcheggio scambiatore, su 5 piani fuori terra e due interrati. All'ultimo piano del parcheggio è presente una terrazza panoramica, chiamata "Yagiyama Teppen Hiroba".
| 1-2 | ■ Linea Tōzai | per Sendai e Arai |

## Stazioni adiacenti
| «           | Servizio    | »           |
| Linea Tōzai | Linea Tōzai | Linea Tōzai |
| ----------- | ----------- | ----------- |
| Aobayama    | -           | Capolinea   |